# AMC航空
AMC航空（英語: AMC Airlines）は、チャーター便を運航するエジプトの航空会社である。本社はカイロに位置する。主にエジプトの観光地からヨーロッパへのチャーター便、中東への定期チャーター便、国内便を運航しており、VIP専用便や軍事輸送（国連向け）も運航している。   
AMCは、 Aircraft Maintenance Company の略である。   
主な拠点はカイロ国際空港で、フルガダ国際空港、シャルム・エル・シェイク国際空港、ルクソール国際空港を副拠点としている。

## 沿革
1988年7月17日に、運輸省から航空機の修理点検免状を交付され、事業を開始した。これは、特定の航空会社の子会社として設立されたのではない航空機修理点検会社としては、エジプト初のことであった。その後、1993年10月12日には、チャーター便の運航に必要な免状も取得し、チャーター便の運航を開始した。 
2004年に、会社名を AMC Aviation から、現在の AMC Airlines に変更した。 

## 運航路線
路線の大半は、ヨーロッパへのチャーター便である。 

## 保有機材

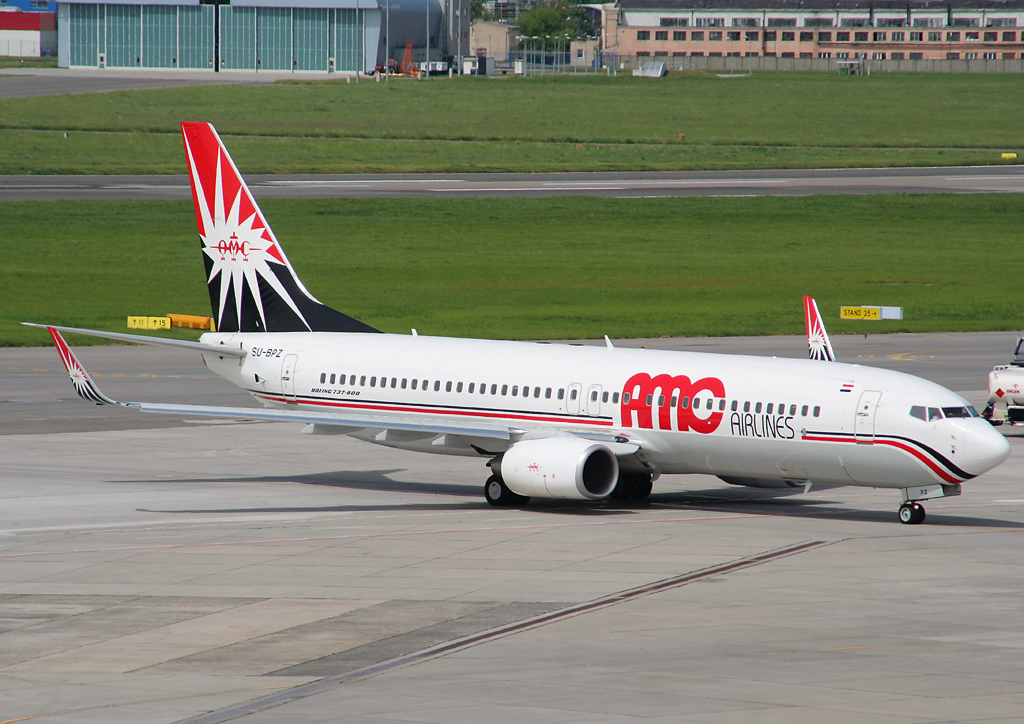
AMC航空のボーイング737–800

2019年現在の、AMC航空の保有機材は計4機で、その内訳は以下のとおりである。 
| 機材     | 登録番号 | 乗客数 |
| -------- | -------- | ------ |
| B737-800 | SU-BPZ   | 189    |
| B737-500 | SU-GBK   | 114    |
| B737-500 | SU-GBL   | 114    |
| B737-500 | SU-GBH   | 104    |

2006年から、AMC航空はユーロキプリア航空からボーイング737-800のリースを受けるようになった。それ以前は、ボーイング737-200やエアバスA300B4を使用していた。 